# Johannes Flintrop
Johannes Flintrop (3 de mayo de 1904 - 28 de agosto de 1943) fue un prominente sacerdote católico, crítico del partido Nazi, que falleció en el campo de concentración de Dachau. 	

## Biografía
Johannes Flintrop nació en Barmen (Wuppertal) en el seno de una devota familia trabajadora. Después de sus estudios de teología en la Universidad de Münster, fue ordenado sacerdote en Colonia en 1927. A la edad de 23 años, sirvió a la congregación del Corazón de Jesús en Cologne Mülheim, antes de convertirse en vicario general de la congregación de St. Lambert en Mettmann en 1933.
En 1941, admitió a la juventud de los trabajadores de la juventud católica Kolping que la guerra no había sido ganada desde hace mucho, y que "es posible que nosotros (ejército alemán) también hayamos cometido atrocidades" en la Unión Soviética.